# Martha Scott
Martha Ellen Scott (ur. 22 września 1912 w Jamesport, zm. 28 maja 2003 w Los Angeles) – amerykańska aktorka filmowa, teatralna i telewizyjna, nominowana do Oscara za pierwszoplanową rolę w filmie Nasze miasto (1940).

## Wybrana filmografia
- 1940: Nasze miasto
- 1943: Wojny drapieżców
- 1955: Godziny rozpaczy
- 1959: Ben-Hur